# Walter Maximilian Bastian
Walter Maximilian Bastian (* 16. November 1891 in Washington, D.C.; † 12. März 1975) war ein US-amerikanischer Jurist. Nach seiner erstmaligen Berufung durch Präsident Harry S. Truman fungierte er ab 1950 als Bundesrichter. Zunächst gehörte er dem Bundesbezirksgericht für den Distrikt of Columbia an, dann ab 1922 dem Bundesberufungsgericht für den Gerichtskreis des District of Columbia.

## Werdegang
Nach dem Schulbesuch absolvierte Walter Bastian die School of Law der Georgetown University und erwarb dort 1913 den Bachelor of Laws. Daraufhin begann er in der Bundeshauptstadt als Rechtsanwalt zu arbeiten. Er betrieb seine Praxis bis 1950, unterbrochen vom Einsatz in der US Army in der Endphase des Ersten Weltkrieges. In einer Chemiewaffeneinheit erreichte er den Rang eines First Lieutenant. Nach seinem Abschied vom Militär nahm er eine Tätigkeit als Lecturer an der National University School of Law auf, der er bis 1948 nachging.
Am 23. Oktober wurde Bastian durch Präsident Truman als Nachfolger von Thomas Jennings Bailey zum Richter am United States District Court for the District of Columbia ernannt. Da sich der Kongress in der Sitzungspause befand, wurde dafür ein Recess Appointment genutzt. Die formale Nominierung erfolgte am 27. November desselben Jahres, woraufhin der Senat der Vereinigten Staaten Bastians Ernennung am 14. Dezember bestätigte und dieser sein Amt acht Tage später offiziell antreten konnte. Am 3. Dezember 1954 wechselte er offiziell – diesmal auf Berufung durch Präsident Dwight D. Eisenhower am 8. November dieses Jahres – an den United States Court of Appeals for the District of Columbia Circuit. Vorausgegangen war auch hier ein Recess Appointment am 20. September 1954. Hier übernahm Bastian den Sitz des verstorbenen Bennett Champ Clark. Eine erste Nominierung vom 19. August desselben Jahres war ohne Senatsvotum verstrichen.
Walter Bastian wechselte am 16. März 1965 in den Senior Status und ging damit faktisch in den Ruhestand. Sein Sitz fiel an Edward Allen Tamm. Er verstarb fast genau zehn Jahre später und wurde in Washington, D.C. beigesetzt.